# Émile Cornic
Émile Albert Yvon Cornic (23. december 1894 – 20. august 1964) var en fransk fægter som deltog i de olympiske lege 1928 i Amsterdam.
Cornic vandt en sølvmedalje i fægtning under OL 1928 i Amsterdam. Han var med på det franske hold som kom på en anden plads i holdkonkurrencen i kårde bagefter Italien. De andre på holdet var Armand Massard, Georges Buchard, Gaston Amson, René Barbier og Bernard Schmetz.